# 羅文思
羅文思（1936年1月22日—2020年12月7日），荷蘭遣使會神父，長年在臺灣宜蘭縣礁溪鄉幫助小兒麻痺兒童。

## 生平
羅文思（Cor Willems）於1936年1月22日出生於荷蘭，1963年領受司鐸聖職，同年來到臺灣傳教，1964年擔任礁溪天主堂主任司鐸。
羅文思在礁溪傳教時，發現附近有幾位患了小兒麻痺症的兒童，得不到適當的照顧，連他們的父母都漠不關心，便勸導殘童的家長不要把這些孩子視為包袱，更設法輪番帶這些孩子童搭火車到台北作復健醫療。對此經歷，他表示台灣人熱情又好相處，讓他感到窩心，但對宗教太過於迷信，凡事要求神問卜，連動手術都要擲筊獲得神明同意，才願意接受治療，讓他相當困惑。消息傳開後，要羅神父幫助的殘童越來越多，他便籌款在礁溪天主堂後興建一所復健院，一面利用礁溪溫泉供孩童們作物理治療，一面獲得振興復健醫學中心醫療主任趙尚良的協助，定期為他們診治。曾為院童的吳秋芬回憶，神父自己非常省，把募得的所有資源都用在孩子身上，直到他們長大立足於社會。為節省開銷，院童們上學的汽車司機一向由羅神父和傳教員林輝夫兩人充任，羅神父還常將舊車胎切割作為殘童鞋底使用。
羅文思又募款資助漁民打造變速漁船，並在頭城鎮成立互助會，當教友和漁民有嫁娶、購屋、小孩學費等需求時，可透過自助或互助方式貸款應急。
1970年12月7日，好人好事運動推行委員會公佈羅文思、瑪喜樂、曾虛白、宋瑋達等為今年好人代表。1971年，在羅文思奔走下，文聲復健院落成，作為小兒麻痺症患者居住、復健、複診治療之處。1975年，他將自己宿舍進行改建，創立聖方濟安老院，是當時頭城唯一一家老人照顧機構。
至1980年報導時，羅文思已幫助一百多名殘童完成學業、長大成人，院中常住有廿幾名國小到國中的孩子多數來自貧苦家庭，每個月家長們只要繳出六百元費用，其他不足額數，則由羅神父四處張羅，其捐助款項有三分之二來自國外，臺灣只佔三分之一。1995年，文聲復健院關閉時，已幫助超過千餘位患者。
1997年，羅文思兼任頭城天主堂神父。
2013年12月25日，移民署副署長何榮村前往礁溪天主堂頒贈羅文思永久居留證。
2017年10月17日，羅文思告老回去母國。2020年12月7日下午6時25分，他於遣使會荷蘭會院去世。